# Campionati europei di tuffi 2011 - Piattaforma 10 metri sincro femminile
La gara si è disputata il 10 marzo 2011 e vi hanno partecipato 6 squadre, per un totale di 12 atlete. Le qualifiche sono servite a determinare l'ordine di partenza nella finale, alla quale sono state ammesse tutte le partecipanti.

## Medaglie
| Posizione | Paese    | Atleti                           |
| --------- | -------- | -------------------------------- |
| Oro       | Russia   | Julija Koltunova Daria Govor     |
| Argento   | Germania | Nora Subschinski Christin Steuer |
| Bronzo    | Ucraina  | Julija Prokopčuk Alina Čaplenko  |

## Qualifiche
| Pos. | Nazione     | Atleti                               | Punti  |
| ---- | ----------- | ------------------------------------ | ------ |
| 1    | Russia      | Julija Koltunova Daria Govor         | 314.34 |
| 2    | Germania    | Nora Subschinski Christin Steuer     | 302.04 |
| 3    | Ucraina     | Julija Prokopčuk Alina Čaplenko      | 300.90 |
| 4    | Romania     | Corina Popovici Mara Elena Aiacoboae | 282.60 |
| 5    | Regno Unito | Brooke Graddon Jennifer Cowen        | 280.62 |
| 6    | Ungheria    | Villő Kormos Zsófia Reisinger        | 264.66 |

## Finale
| Pos. | Nazione     | Atleti                               | Punti  |
| ---- | ----------- | ------------------------------------ | ------ |
|      | Russia      | Julija Koltunova Daria Govor         | 322.26 |
|      | Germania    | Nora Subschinski Christin Steuer     | 317.76 |
|      | Ucraina     | Julija Prokopčuk Alina Čaplenko      | 315.24 |
| 4    | Regno Unito | Brooke Graddon Jennifer Cowen        | 276.87 |
| 5    | Romania     | Corina Popovici Mara Elena Aiacoboae | 276.06 |
| 6    | Ungheria    | Villő Kormos Zsófia Reisinger        | 268.35 |

## Fonti
- (EN) Omegatiming.com - Qualifiche (PDF) [collegamento interrotto], su omegatiming.com.
- (EN) Omegatiming.com - Finale (PDF), su omegatiming.com. URL consultato il 10 marzo 2011 (archiviato dall'url originale il 14 luglio 2011).